# Кроль (Изер)
Кроль (фр. Crolles) — коммуна во Франции, находится в регионе Рона — Альпы. Департамент коммуны — Изер. Входит в состав кантона Муаян Грезиводан. Округ коммуны — Гренобль.
Код INSEE коммуны — 38140. Население коммуны на 2012 год составляло 8237 человек. Населённый пункт находится на высоте от 219 до 1000 метров над уровнем моря. Муниципалитет расположен на расстоянии около 480 км юго-восточнее Парижа, 100 км юго-восточнее Лиона, 17 км северо-восточнее Гренобля. Мэр коммуны — Philippe Lorimier, мандат действует на протяжении 2014—2020 гг.
Динамика населения (INSEE):